# ناتالیا موستفایوا
ناتالیا موستفایوا (انگلیسی: Nataliya Mustafayeva؛ زادهٔ ۱۱ اوت ۱۹۸۵) قایقران روئینگ اهل اوکراین است.وی همچنین از قایقرانان روئینگ بازی‌های المپیک تابستانی ۲۰۰۸ بوده است.

## زندگی
موستفایوا در ریونه زاده شد.